# Seth Rogen

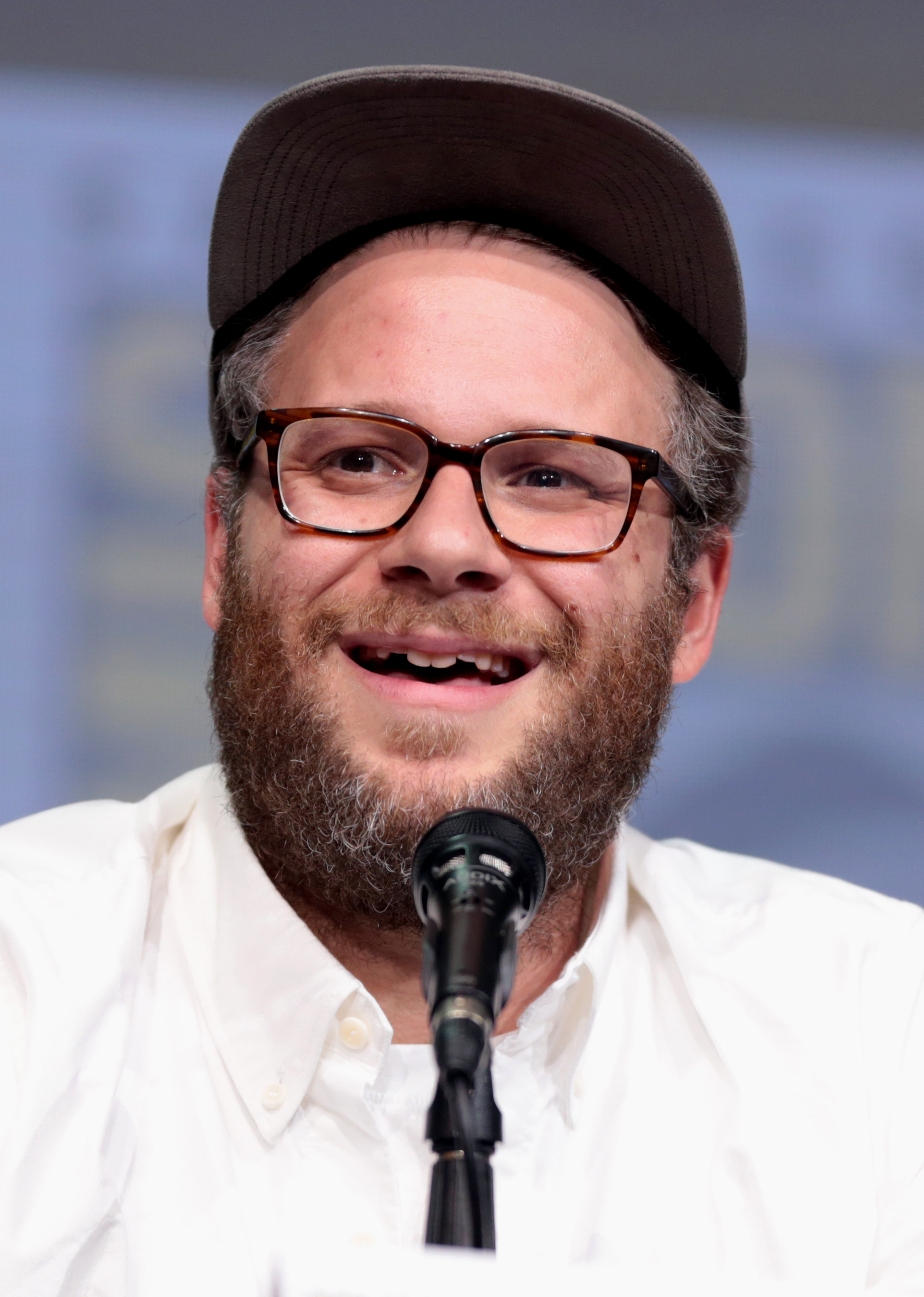
Seth Rogen (2017)

Seth Aaron Rogen (* 15. April 1982 in Vancouver, British Columbia) ist ein kanadischer Komiker, Schauspieler, Synchronsprecher, Drehbuchautor, Filmproduzent, -regisseur und Keramikdesigner.

## Leben
Seth Rogen nahm als Teenager am Wettbewerb Vancouver Amateur Comedy Contest teil. Er zog nach Los Angeles, wo er mit einer in den Jahren 1999 bis 2000 in der Fernsehserie Voll daneben, voll im Leben gespielten Nebenrolle als Schauspieler debütierte. Für diese Rolle wurde er als Mitglied des Schauspielerensembles im Jahr 2000 für den Young Artist Award nominiert.
Für seine Rolle in der Komödie Jungfrau (40), männlich, sucht … (2005) wurde Rogen – gemeinsam mit den anderen Darstellern – im Jahr 2006 für den MTV Movie Award nominiert. In der Komödie Beim ersten Mal (2006) übernahm er neben Katherine Heigl eine der Hauptrollen. Für diese Rolle wurde er im Jahr 2007 gemeinsam mit Paul Rudd für den Teen Choice Award nominiert.
Als Drehbuchautor schrieb Rogen die Drehbücher einiger Folgen der Fernsehserie Da Ali G Show aus dem Jahr 2003, wofür er im Jahr 2005 für den Emmy Award nominiert wurde. Er arbeitete außerdem am Drehbuch der Komödie Superbad (2007) mit, in der er in einer der größeren Rollen auftrat. Für die Actionkomödie The Green Hornet schrieb er am Drehbuch mit und übernahm die Hauptrolle. 2012 moderierte Rogen den 27. Independent Spirit Award, 2013 den Comedy Central Roast von James Franco.
Den Film Das ist das Ende (2013) inszenierte Rogen an der Seite von Evan Goldberg und gab somit sein Regiedebüt. Rogen war auch am Drehbuch beteiligt und übernahm eine der Hauptrollen. 2014 inszenierten Goldberg und Rogen die Satire The Interview, die im Dezember 2014 kurz vor dem Kinostart wegen Anschlagsdrohungen für kurze Zeit zurückgezogen wurde.
Kontinuierlich arbeitet er als Schauspieler, Regisseur, Drehbuchautor & Produzent an erfolgreichen Formaten. 
2019 entwickelte er beispielsweise zusammen mit Eric Kripke und Goldberg die Serie The Boys.
Ins Deutsche wird er häufig von Tobias Kluckert synchronisiert.

## Soziales Engagement

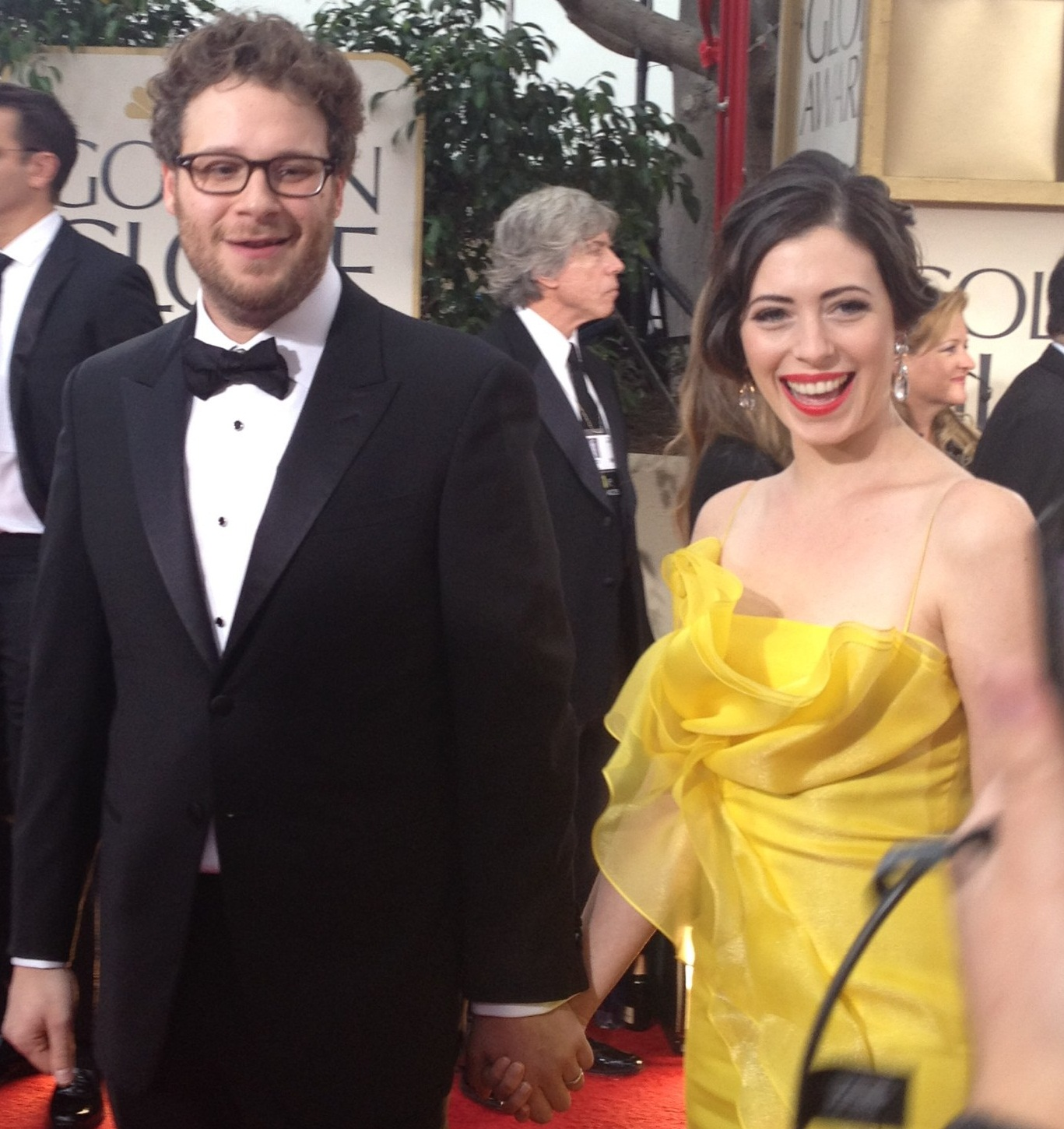
Rogen und seine Frau Lauren Miller 2012 bei den Golden Globe Awards

Rogen initiierte zusammen mit seiner Frau, der Schauspielerin Lauren Miller, das Event Hilarity for Charity, das für eine intensivere Auseinandersetzung mit der Alzheimer-Krankheit wirbt. Am 26. Februar 2014 hielt er vor dem Senat der Vereinigten Staaten eine Rede zu diesem Thema.
Rogen setzt sich seit Jahren für Cannabis und dessen vollumfängliche Legalisierung ein, viele seiner Filme behandeln auch das Thema Cannabis in kleinerem oder auch größerem Umfang. Im März 2019 gab er bekannt, in Kanada ins legale Cannabis-Business einzusteigen und Marihuana-Blüten zu verkaufen.

## Keramikdesign
Aufgrund seines Interesses an Cannabis sammelte Rogen Aschenbecher, die er auf Instagram präsentierte, und nahm aus einer selbstironischen Laune heraus an einem Töpferkurs teil. Aus dem Spaß wurde aber bald echtes Interesse, als die selbst geformten Stücke nicht nur bei seinen Fans, sondern auch in der professionellen Kunst- und Designszene auf großen Beifall stießen. So begann sich Rogen während der Pandemiezeit professionell mit Keramik zu beschäftigen und gründete ein Unternehmen für Gebrauchskeramik und Design.

## Filmografie (Auswahl)

### Schauspieler
- 1999–2000: Voll daneben, voll im Leben (Freaks and Geeks)
- 2001: Donnie Darko
- 2001: North Hollywood (Fernsehfilm)
- 2001–2002: American Campus – Reif für die Uni? (Undeclared)
- 2003: Dawson’s Creek (Fernsehserie, Episode 6x13)
- 2004: Anchorman – Die Legende von Ron Burgundy (Anchorman: The Legend of Ron Burgundy)
- 2004: Wake Up, Ron Burgundy: The Lost Movie
- 2005: Early Bird (Fernsehfilm)
- 2005: Jungfrau (40), männlich, sucht … (The 40 Year Old Virgin)
- 2006: Ich, Du und der Andere (You, Me and Dupree)
- 2006: Help Me Help You (Fernsehserie, Episode 1x11)
- 2006: American Dad (Fernsehserie, Episode 3x1, Stimme)
- 2007: Jay and Seth Versus the Apocalypse (Kurzfilm)
- 2007: Beim ersten Mal (Knocked Up)
- 2007: Shrek der Dritte (Shrek the Third, Stimme)
- 2007: Superbad
- 2007–2014: Saturday Night Live (Fernsehserie, Episoden 33x02, 34x19, 39x18)
- 2008: Die Geheimnisse der Spiderwicks (The Spiderwick Chronicles, Stimme)
- 2008: Horton hört ein Hu! (Horton hears a Who, Stimme)
- 2008: Kung Fu Panda (Stimme)
- 2008: Stiefbrüder (Step Brothers)
- 2008: Ananas Express (Pineapple Express)
- 2008: Fanboys
- 2008: Zack and Miri Make a Porno
- 2009: Monsters vs. Aliens (Stimme)
- 2009: Paper Heart (Kurzauftritt)
- 2009: Shopping-Center King – Hier gilt mein Gesetz (Observe and Report)
- 2009: Wie das Leben so spielt (Funny People)
- 2009: Family Guy (Fernsehserie, Episoden 7x08, 7x10, Stimme)
- 2009: B.O.B.'s Big Break (Kurzfilm, Stimme)
- 2009: Monsters vs. Aliens: Mutanten-Kürbisse aus dem Weltall (Monsters vs. Aliens: Mutant Pumpkins from Outer Space, Kurzfilm, Stimme)
- 2009, 2014: Die Simpsons (The Simpsons, Fernsehserie, Episoden 21x01, 25x09, Stimme)
- 2010: Kung Fu Panda: Ein schlagfertiges Winterfest (Kung Fu Panda: Holiday, Kurzfilm, Stimme)
- 2011: Monsters vs. Aliens: Nights of the Living Carrots (Kurzfilm, Stimme)
- 2011: Kung Fu Panda: Die Geheimnisse der Meister (Kung Fu Panda: Secrets of the Masters, Kurzfilm, Stimme)
- 2011: The Green Hornet
- 2011: Paul – Ein Alien auf der Flucht (Paul, Stimme)
- 2011: Fight for Your Right Revisited (Kurzfilm)
- 2011: Kung Fu Panda 2 (Stimme)
- 2011: 50/50 – Freunde fürs (Über)Leben (50/50)
- 2011: Take This Waltz
- 2011–2014: The League (Fernsehserie, fünf Episoden)
- 2012: Comedy Bang! Bang! (Fernsehserie, Episode 1x5)
- 2012: Kein Sex unter dieser Nummer (For a Good Time, Call …)
- 2012: Eastbound & Down (Fernsehserie, Episode 3x08)
- 2012: Shrek’s Thrilling Tales (Kurzfilm, Stimme)
- 2012: Unterwegs mit Mum (The Guilt Trip)
- 2013: Burning Love (Fernsehserie, Episoden 3x09–3x10)
- 2013: Arrested Development (Fernsehserie, vier Episoden)
- 2013: The Mindy Project (Fernsehserie, Episode 1x16)
- 2013: Das ist das Ende (This Is the End)
- 2013: The Real World: This Is the End (Kurzfilm)
- 2013–2015: Kroll Show (Fernsehserie, vier Episoden)
- 2014: Cops, Cum, Dicks, and Flying (Kurzfilm)
- 2014: The Comeback (Fernsehserie, Episoden 2x03–2x04)
- 2014: Loiter Squad (Fernsehserie, Episode 3x02)
- 2014: Bad Neighbors (Neighbors)
- 2014: 22 Jump Street (Kurzauftritt)
- 2014: The Interview
- 2014: Dave Skylark’s Very Special VMA Special (Fernsehfilm)
- 2014: The Sound and the Fury
- 2014: Rubberhead (Fernsehfilm)
- 2015: Broad City (Fernsehserie, Episode 2x01)
- 2015: Steve Jobs
- 2015: Die Highligen Drei Könige (The Night Before)
- 2016: Kung Fu Panda 3 (Stimme für Meister Mantis)
- 2016: Bad Neighbors 2 (Neighbors 2: Sorority Rising)
- 2016: Sausage Party – Es geht um die Wurst (Sausage Party, Stimme)
- 2017: The Disaster Artist
- 2018: Wie der Vater … (Like Father)
- 2019: Long Shot – Unwahrscheinlich, aber nicht unmöglich (Long Shot)
- 2019: Der König der Löwen (The Lion King, Stimme von Pumbaa)
- 2019: Zeroville
- 2019–2020: Future Man (Fernsehserie, fünf Episoden)
- 2020: Und jetzt: Die Muppets! (Muppets Now, Fernsehserie, 1 Episode)
- 2020: An American Pickle
- 2020–2022: The Boys (Fernsehserie, 2 Folgen)
- 2022: Chip und Chap: Die Ritter des Rechts (Chip 'n' Dale: Rescue Rangers, Stimme)
- 2022: Die Fabelmans (The Fabelmans)
- 2022: Pam & Tommy (Miniserie)
- 2023: Der Super Mario Bros. Film (The Super Mario Bros. Movie, Stimme von Donkey Kong)
- seit 2023: Platonic (Fernsehserie)
- 2023: Teenage Mutant Ninja Turtles: Mutant Mayhem
- 2023: Dumb Money – Schnelles Geld (Dumb Money)
- 2024: Mufasa: Der König der Löwen (Mufasa: The Lion King, Stimme von Pumbaa)
- 2024: Sausage Party: Foodtopia (Fernsehserie, Stimme)
- 2025: Animal Farm (Stimme)
- 2025: The Studio (Fernsehserie)

### Regisseur
- 2013: Das ist das Ende (This Is the End, mit Evan Goldberg)
- 2014: The Interview (mit Evan Goldberg)
- 2016–2019: Preacher (Fernsehserie, vier Episoden, mit Evan Goldberg)
- 2017–2020: Future Man (Fernsehserie, mit Evan Goldberg)
- 2019: Black Monday (Fernsehserie, Folge 1x1)
- 2025: The Studio (Fernsehserie)

### Drehbuchautor
- 2001–2002: American Campus – Reif für die Uni? (Undeclared, Fernsehserie, fünf Episoden)
- 2004: Da Ali G Show (Fernsehserie, sechs Episoden)
- 2007: Jay and Seth Versus the Apocalypse (Kurzfilm)
- 2007: Superbad
- 2008: Drillbit Taylor – Ein Mann für alle Unfälle (Drillbit Taylor)
- 2008: Ananas Express (Pineapple Express)
- 2009: Die Simpsons (The Simpsons, Fernsehserie, Episode 23x01)
- 2011: The Green Hornet
- 2012: The Watch – Nachbarn der 3. Art (The Watch)
- 2013: Making a Scene (Kurzfilm)
- 2013: Das ist das Ende (This Is the End)
- 2013–2014: The League (Fernsehserie, Episoden 5x04, 6x04)
- 2014: The Interview
- 2016–2019: Preacher (Fernsehserie)
- 2016: Bad Neighbors 2 (Neighbors 2: Sorority Rising)
- 2016: Sausage Party – Es geht um die Wurst (Sausage Party)
- seit 2019: The Boys (Fernsehserie, Schöpfer)
- 2025: The Studio (Fernsehserie, drei Episoden)

### Produzent
- 2005: Jungfrau (40), männlich, sucht … (The 40 Year Old Virgin), Co-Produzent
- 2007: Beim ersten Mal (Knocked Up), EP
- 2007: Superbad, EP
- 2008: Ananas Express (Pineapple Express), EP
- 2009: Wie das Leben so spielt (Funny People), EP
- 2011: The Green Hornet
- 2011: 50/50 – Freunde fürs (Über)Leben (50/50)
- 2012: Unterwegs mit Mum (The Guilt Trip), EP
- 2013: Das ist das Ende (This Is the End)
- 2014: Bad Neighbors (Neighbors)
- 2014: The Interview
- 2015: Die Highligen Drei Könige (The Night Before)
- 2016–2019: Preacher (Fernsehserie)
- 2016: Bad Neighbors 2 (Neighbors 2: Sorority Rising)
- 2016: Sausage Party – Es geht um die Wurst (Sausage Party)
- 2017: The Disaster Artist
- 2018: Der Sex Pakt (Blockers)
- 2019: Long Shot – Unwahrscheinlich, aber nicht unmöglich (Long Shot)
- 2019: Good Boys
- 2020: An American Pickle
- 2023: Knock Knock Knock (Cobweb)
- 2024: Miller’s Girl
- 2025: The Studio, EP

### Videospiele
- 2025: Call of Duty: Black Ops 6 – Season 03 Reloaded

## Auszeichnungen
Golden Globe Award
- 2023: Nominierung als bester Nebendarsteller – Miniserie, Anthologie-Serie oder Fernsehfilm für Pam & Tommy

Emmy
- 2022: Nominierung als bester Nebendarsteller – Miniserie oder Fernsehfilm für Pam & Tommy